# Полноцветная печать
Полноцве́тная печа́ть — печать минимум в четыре цвета, в результате смешивания которых получатся полноцветное изображение с большим количеством оттенков.
Термином «полноцветная печать» часто пользуются при заказе рекламной продукции — листовок, буклетов, флаеров или афиш. Под этим подразумевается использование цифрового метода нанесения изображения на носитель. Он позволяет получать любые сочетания оттенков с точной передачей полутонов и теней, благодаря чему считается быстрым и надёжным способом получения полиграфической продукции.

## Сколько цветов в полноцветной печати
Полноцветная печать позволяет получать любое изображение с использованием всего четырёх цветов.
Цветовая схема называется CMYK по первым буквам:
- Cyan — голубой;
- Magenta — пурпурный;
- Yellow — жёлтый;
- Black — чёрный.

Получаемое изображение — растровое, оно наносится точками одного из четырёх цветов под разными углами. Каждый новый цвет перекрывает предыдущие, благодаря чему создаются сочетания оттенков и достигаются степени прозрачности изображения. Метод полноцветной печати основан на обмане зрения, так как человеческий глаз воспринимает отдельные точки как один непрерывный тон.

## Обозначения цветности печати
- 1+0 — Печать с одной стороны в один цвет (ч/б — чёрно-белая печать)
- 1+1 — Печать с двух сторон в один цвет (ч/б — чёрно-белая печать)
- 2+0 — Печать с одной стороны в два цвета
- 2+2 — Печать с двух сторон в два цвета
- 3+0 — Печать с одной стороны в три цвета
- 3+3 — Печать с двух сторон в три цвета
- 4+0 — Печать с одной стороны полноцветная
- 4+4 — Печать с двух сторон полноцветная

## Плюсы и минусы полноцветной печати
Полноцветная печать может быть как цифровой, так и офсетной. Её базовые преимущества — широкий спектр создаваемых цветовых сочетаний и возможность точной передачи деталей. Она прекрасно используется для получения качественных фотографий, художественных иллюстраций, фирменных знаков и логотипов, графики. Плюсы и минусы полноцветной печати связаны с тем способом, которым она наносится на изображение.
Цифровая обработка позволяет быстро получать тиражи от одной единицы до нескольких тысяч отпечатков. Она очень мобильна и допускает внесение изменений в макет на любом этапе обработки заказа. Перед началом печати тиража можно получить пробный оттиск и проверить точность исполнения поставленной задачи или внести коррективы в изображение. Объёмы заказа не регламентируются — можно напечатать одну визитку или десяток, но в каждой изменить по одному слову. Цифровая печать дешевле офсетной благодаря тому, что этап допечатной подготовки не требуется.
Офсетная печать выполняется с носителя (чаще всего плёнки) на материал заказчика и в связи с этим не допускает внесения изменений после того, как макет запущен в обработку. Она занимает немного больше времени, но позволяет получать громадные тиражи со скромным бюджетом. При этом методе достигается высокая точность выполнения каждого экземпляра полиграфической продукции.